# Eidinemacheilus smithi
Paracobitis smithi là một loài cá vây tia trong họ Balitoridae. Loài này chỉ được tìm thấy ở Iran.